# Колодницький Омелян
Омеля́н Колодни́цький (13 квітня 1872, с. Загірочко, тепер Ходорівська міська громада, Львівська область — червень 1920, Кожухів під Москвою) — український галицький педагог, військовик.

## Життєпис
Народився 13 квітня 1872 року в селі Загірочко (нині Ходорівська міська громада, Львівська область) в родині священика. З дитячих років проживав у селі Ягільниця (нині Нагірянська селищна громада, Тернопільська область), де його батько перебував на парафії. 
Закінчив Академічну гімназію у Львові та філологічний факультет Львівського університету. Викладав у гімназіях Коломиї, Дембіци. Згодом викладач Стрийської гімназії — 1905—1914, 1917—1918 роки, викладав латинську та українську мови та був опікуном Пласту.
1914—1915 — поручник австро-угорської армії, під Перемишлем потрапив у російський полон (1915—1917). По звільненні з полону — командант пластунської сотні малолітніх добровольців у Стрию, сотник УГА. Учасник Листопадового чину в місті, комендантом міста Стрий. 1 лютого 1919 перший директор української гімназії в Стрию, але залишив роботу та приєднався до УГА. 
Учасник походу УГА на Наддніпрянщину (контрнаступ об'єднаного війська УНР і ЗУНР). Очолював залогу містечка Літин влітку 1919 року, навів зразковий порядок у місті та повіті, за що йому було вдячне місцеве населення.  
Наприкінці березня 1920 заарештований чекістами. Перебував у таборі в с. Кожухово (нині мікрорайон м. Москва, РФ). Разом з понад 13О старшинами УГА відправлений 16 червня 1920 на Соловки, загинув по дорозі до Архангельська. 